# Вэлений-де-Мунте
Вэле́ний-де-Му́нте (рум. Vălenii de Munte) — город в Румынии в составе жудеца Прахова.

## История
Впервые упоминается в документе 1431 года. В хронике 1684 года упоминается среди городов Валахии. В 1907 году здесь поселился знаменитый историк Николае Йорга, и в июле 1908 года открыл «народный летний университет».

## Известные уроженцы
- Мэдэлина Маноле (1967—2010) — певица.